# Девета Каунашка кула
Девета кула (литв. IX Kauno fortas) је била једна од кула у тврђави, у граду Каунасу у Литванији.
Када су град окупирали Совјети, кула је преиначена у затвор односно у међупростор за затворенике којима се наметнуло коначно одредиште у Гулагу.
Након што су немачки нацисти окупирали Литванију, кулу су користили као место за погубљивање Јевреја, литванских грађана и њених ухапшених совјетских грађана.

## Географски положај
Налази се на 54°56'41" северне географске ширине и 23°52'14" источне географске висине.

## Историја
Крајем 19. века град Каунас (ста. Ковно) је био утврђен, а до 1890. године га је окружавало 8 кула и девет пилона и скоро су га у потпуности обухватале зидине. С изградњом девете куле се почело 1902. године, а завршетак је био завршен до Првог светског рата.
Од 1924. године, преиначена је у градски затвор.
За време совјетске окупације од 1940. до 1941. године, НКВД је у деветој кули затварао политичке затворенике, као успутну етапу за њихово коначно одредиште у гулазима у Сибиру.
За време нацистичке власти, девета кула је била место масовних погубљења. Најмање 5 хиљада становика Каунаса, углавном оних одведених из јеврејског гета, је било превезено у девету кулу где је погубљено. У то време се у деветој кули, поред домаћих, довлачили и убијали Јевреје из Француске, Аустрије и Немачке.
Кад су Совјети ушли у тврђаву 1944. године, Немци су угасили гето и дотада знану "тврђаву смрти", а заточеници се распршили по осталим камповима.
Након Другог светског рата, Совјети су наставили да користите девету кулу као затвор још неколико година.
Од 1948. до 1958. године у деветој кули су радиле пољопривредне организације.
Преуређена је у музеј 1958. године. У њему је прва изложба одржана 1959. године у четири ћелије о злочинима Хитлеровог особља које су исти починили широм Литваније.
1960. године су се у тврђави вршила испитивања и истраживања масовних гробница, ради утврђивања конкретних места масовних гробница, као и догађаја и особа које су биле у с
вези с тиме.

## Музеј
Музеј девете куле садржи збирке у вези са геноцидима и холокаустом, почињеног за време совјетске и нацистичке власти.
Споменик жртвама нацизма у деветој кули је направио вајар А. Амбразиунас. Споменик је подигнут 1984. године, а висок је 32 метра. Масовна гробница жртава покоља почињених у тврђави је травњак означен једноставном, али речитом спомен плочом исписаном на неколико језика. На њој пише "Ово је место где су нацисти и њихови помагачи убили више од 30 хиљада Јевреја из Литваније и осталих европских земаља."